# 브리티시컬럼비아주도 제95호선

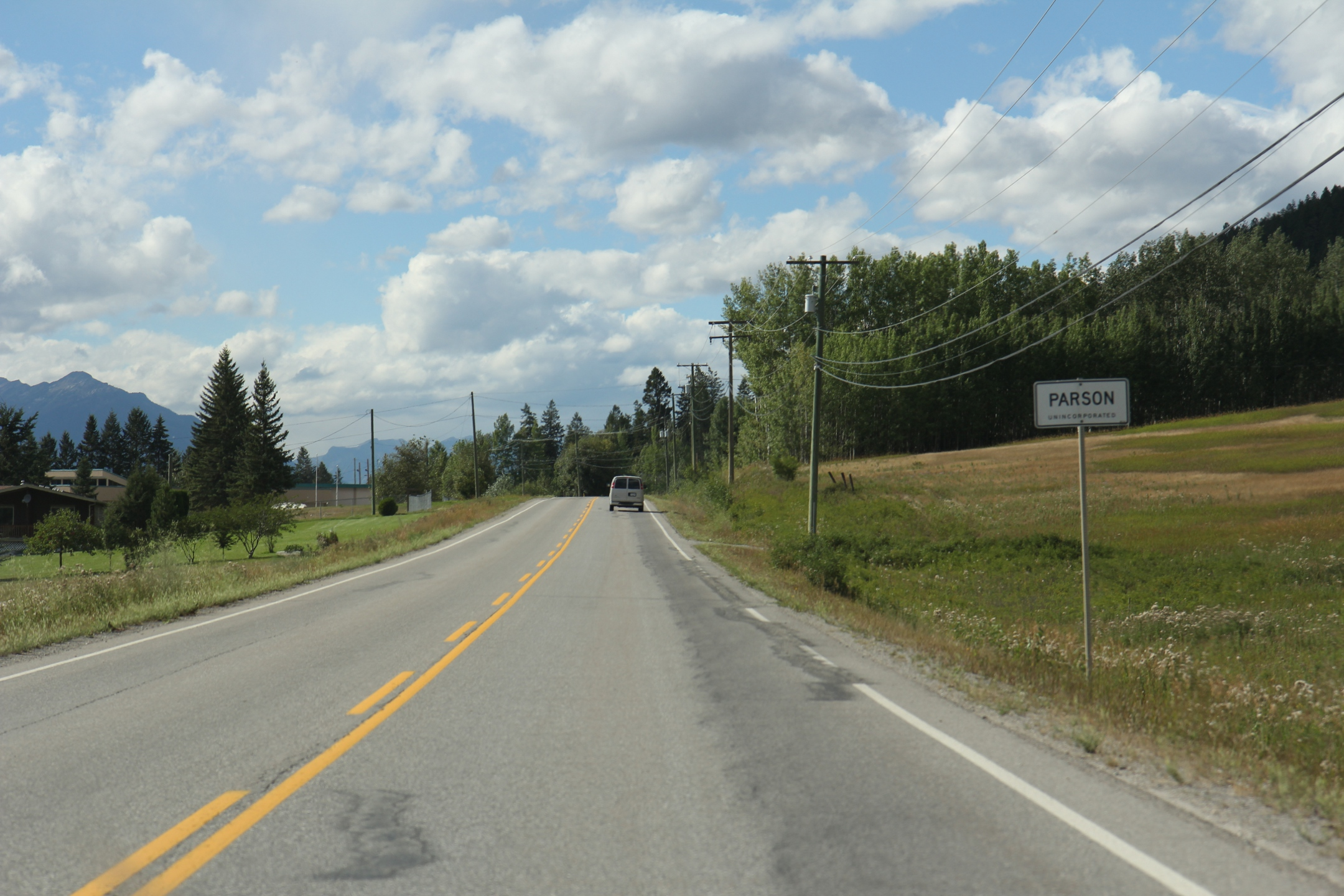
파슨에 진입하고 있는 BC-95호선의 모습.

브리티시컬럼비아주도 제95호선은 브리티시컬럼비아주의 킹스게이트와 골든을 사이에 둔 총 연장 329 km인 브리티시컬럼비아주의 도로이다. 도로 성격상 지방도와 같은 개념을 가지고 있어, 실제로는 일반 국도급의 간선 도로로 취급하며 1957년 정식으로 개통되었다. 그러나 해당 도로는 미국의 국도 제95호선과도 연결된다. 그래서 인접 미국의 아이다호주 이스트포트의 북쪽으로부터 미국-캐나다 국경을 건너오는 번호에서 따온 것으로 보이게 되며, 미국-캐나다 국경 및 크로스네스트 간선도로를 서로 사이에 이어주고 있는 야크-킹스게이트 간선도로라는 이칭을 부여하고 있다. 또한 크로스네스트와 골든 등 두 간선도로 사이의 구간은 쿠트니-콜럼비아 간선도로라는 별칭도 물론 가지고 있다.

## 주요 접촉 도로
- 브리티시컬럼비아주도 제1호선(영어판)
- 브리티시컬럼비아주도 제3호선(영어판)
- 브리티시컬럼비아주도 제93호선(영어판)
- 브리티시컬럼비아주도 제95A호선(영어판)
- 미국-캐나다 국경을 건너오면 국도 제95호선

## 주요 경유지
- 센트럴쿠트니 지역(영어판) : 킹스게이트 (브리티시컬럼비아주)(영어판), 야크(영어판)
- 이스트쿠트니 지역(영어판) : 크랜브룩 (브리티시컬럼비아주)(영어판), 포트스틸(영어판), 커널플랫츠(영어판), 페어몬트핫스프링스(영어판), 인버미어(영어판), 레이디엄핫스프링스(영어판)
- 컬럼비아슈스와프 지역(영어판) : 골든(영어판)

## 같이 보기
- US 95
- 브리티시컬럼비아주도 제95A호선